# Chora plagioscia
Chora plagioscia är en fjärilsart som beskrevs av Turner 1903. Chora plagioscia ingår i släktet Chora och familjen trågspinnare. Inga underarter finns listade i Catalogue of Life.